# Liste des villes d'Ukraine par subdivisions
Liste des villes d'Ukraine classées par subdivisions administratives

## Description
- Régions de l'Ukraine (avant 2014) :
  - En 2013, le pays compte 460 villes[1] réparties dans les oblasts ;
  - 24 régions ou oblasts divisent administrativement le pays;
    - Au 1er janvier 2013 ces régions sont subdivisées en 885 communes urbaines (contre 921 au 1er janvier 1991).
- Régions à statut particulier depuis l'époque soviétique (sous la république socialiste soviétique d'Ukraine) :
  - Deux villes sont à statut spécial : Kiev, la capitale et Sébastopol, ville de Crimée dans lequel la Russie loue une partie du port pour y stationner sa flotte ;
  - La république autonome de Crimée et sa capitale Simferopol sur l'ile de Crimée.

Depuis l'Euromaïdan et la révolution ukrainienne de février 2014
- Au sud, la Crimée et Sébastopol ont été rattachées à la Russie après une intervention militaire condamnée par la communauté internationale et un référendum controversé le 16 mars 2014. Depuis leur rattachement à la Russie, elles forment alors les sujets russes de la république de Crimée et de Sébastopol, non reconnus par l'Ukraine et la grande majorité de la communauté internationale ; la Crimée est considérée par les autorités ukrainiennes comme un territoire ukrainien occupé hors de son contrôle (du 15 avril 2014  loi du 15 avril 2014) ;
- Dans le sud-est du pays, une insurrection armée séparatiste soutenue par la Russie proclame dans la région du Donbass, la création de la république populaire de Donetsk (le 7 avril 2014) et la république populaire de Louhansk (11 mai 2014) sur une partie des territoires des deux oblasts concernés. Ces deux structures finissent par s'unir en une confédération nommée l'Union des républiques populaires (Nouvelle-Russie) ; Ni l'Ukraine, ni la communauté internationale (à l'exception de la Russie, de l'Ossétie du Sud-Alanie et de l'Abkhazie) ne reconnaissent ces républiques. L'Ukraine les revendique comme territoire ukrainien.

## Cas particuliers

### Villes à statut spécial
- Kiev, capitale de l'Ukraine
- Sébastopol

### République autonome de Crimée
- Alouchta
- Aloupka
- Armiansk
- Bakhtchyssaraï
- Bilohirsk
- Chtcholkine
- Djankoï
- Eupatoria
- Feodossia
- Kertch
- Krasnoperekopsk
- Saky
- Simferopol, capitale de la république autonome
- Soudak
- Staryï Krym
- Yalta

## Cartes

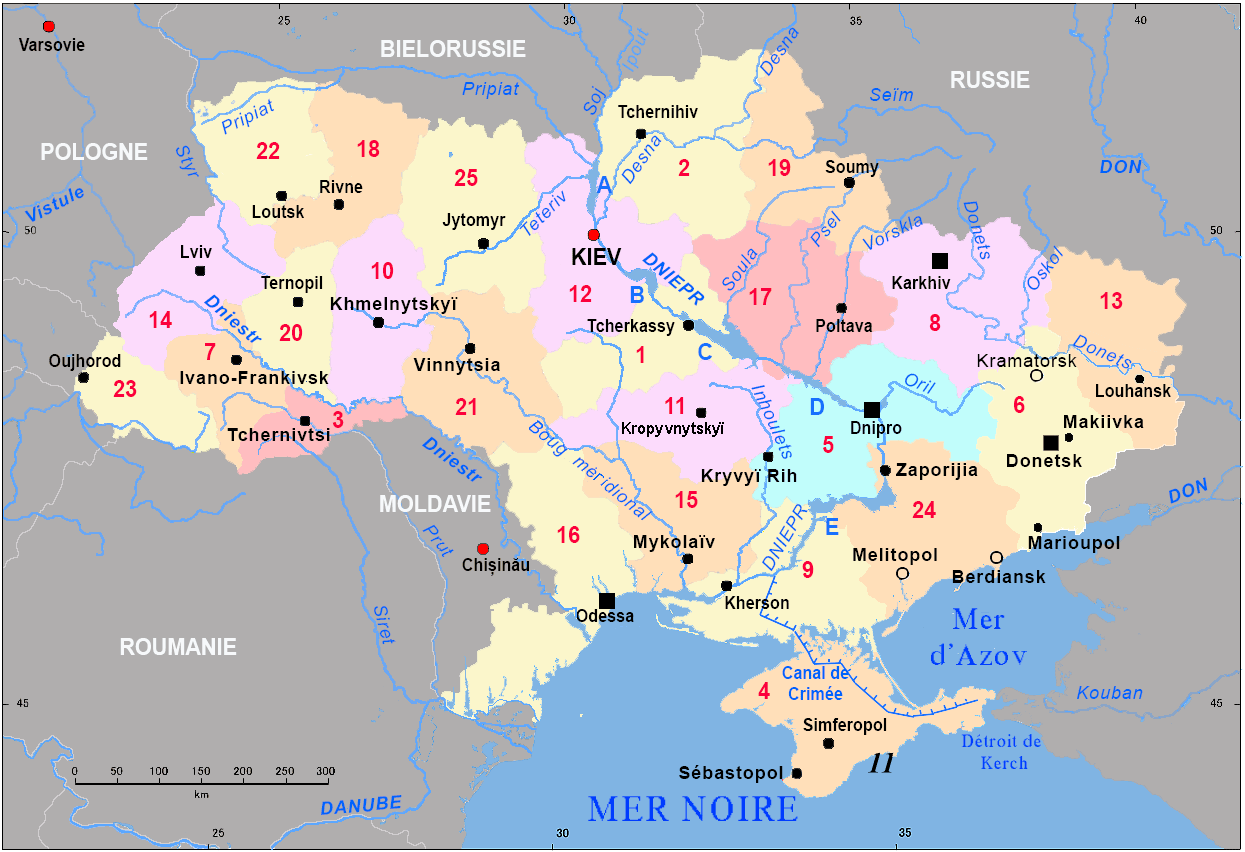
Carte nominative des 24 oblasts ukrainiennes (en couleurs) et de la Crimée (en hachuré)

| \| 200 km1:7 884 000 Capitale nationale Capitale régionale Ville à statut spécial Population > 100 000 hab. Population > 40 000 hab. \| ROUMANIE MOLDAVIE POLOGNE BIÉLORUSSIE RUSSIE Crimée HONGRIE Slovaquie Mer Noire Mer d'Azov Détroit de Kertch Pripiat Tchernobyl Kiev Simferopol Odessa Dnipro Donetsk Ivano-Frankivsk Jytomyr Kharkiv Kherson Khmelnytskyï Kropyvnytskyï Louhansk Lviv Mykolaïv Poltava Tcherkassy Tchernihiv Tchernivtsi Oujhorod Rivne Soumy Ternopil Vinnytsia Loutsk Zaporijjia Sébastopol Bila Tserkva Eupatoria Kertch Kamianske Nikopol Pavlohrad Horlivka Kramatorsk Kryvyï Rih Makiïvka Marioupol Altchevsk Lyssytchansk Sievierodonetsk Krementchouk Berdiansk Melitopol Feodossia Yalta Izmaïl Kalouch Kolomya Berdytchiv Korosten Novohrad-Volynskyï Izioum Lozova Nova Kakhovka Kamianets-Podilskyï Oleksandria Antratsyt Brianka Roubijne Kadiïvka Drohobytch Stryï Tchervonohrad Pervomaïsk Horichni Plavni Loubny Ouman Smila Prylouky Moukatchevo Chostka Konotop Kovel Novovolynsk Enerhodar Chepetivka |
| 200 km1:7 884 000 Capitale nationale Capitale régionale Ville à statut spécial Population > 100 000 hab. Population > 40 000 hab. |

| 200 km1:7 884 000 Capitale nationale Capitale régionale Ville à statut spécial Population > 100 000 hab. Population > 40 000 hab. |

| \| 200 km1:7 884 000 Capitale nationale Capitale régionale Ville à statut spécial Population > 100 000 hab. Population > 40 000 hab. \| ROUMANIE MOLDAVIE POLOGNE BIÉLORUSSIE RUSSIE Crimée HONGRIE Slovaquie Mer Noire Mer d'Azov Détroit de Kertch Pripiat Tchernobyl Kiev Simferopol Odessa Dnipro Donetsk Ivano-Frankivsk Jytomyr Kharkiv Kherson Khmelnytskyï Kropyvnytskyï Louhansk Lviv Mykolaïv Poltava Tcherkassy Tchernihiv Tchernivtsi Oujhorod Rivne Soumy Ternopil Vinnytsia Loutsk Zaporijjia Sébastopol Bila Tserkva Eupatoria Kertch Kamianske Nikopol Pavlohrad Horlivka Kramatorsk Kryvyï Rih Makiïvka Marioupol Altchevsk Lyssytchansk Sievierodonetsk Krementchouk Berdiansk Melitopol Feodossia Yalta Izmaïl Kalouch Kolomya Berdytchiv Korosten Novohrad-Volynskyï Izioum Lozova Nova Kakhovka Kamianets-Podilskyï Oleksandria Antratsyt Brianka Roubijne Kadiïvka Drohobytch Stryï Tchervonohrad Pervomaïsk Horichni Plavni Loubny Ouman Smila Prylouky Moukatchevo Chostka Konotop Kovel Novovolynsk Enerhodar Chepetivka |
| 200 km1:7 884 000 Capitale nationale Capitale régionale Ville à statut spécial Population > 100 000 hab. Population > 40 000 hab. |

| 200 km1:7 884 000 Capitale nationale Capitale régionale Ville à statut spécial Population > 100 000 hab. Population > 40 000 hab. |

## Liste des 24 oblasts d'Ukraine

### Oblast de Dnipropetrovsk
- Apostolove
- Dnipro, capitale de l'oblast
- Jovti Vody
- Kamianske
- Kryvy Rih
- Marhanets
- Nikopol
- Novomoskovsk
- Pavlohrad
- Perchotravensk
- Perechtchepyne
- Piatykhatky
- Pidhorodne
- Pokrov
- Synelnykove
- Ternivka
- Verkhivtseve
- Verkhnodniprovsk
- Vilnohirsk
- Zelenodolsk

### Oblast de Donetsk
- Amvrossiïvka
- Avdiïvka
- Bakhmout
- Bilozerske
- Bilytske
- Bounhe
- Chakhtarsk
- Debaltseve
- Dobropillia
- Dokoutchaïevsk
- Donetsk, capitale de l’oblast
- Droujkivka
- Hirnyk
- Horlivka
- Ienakiieve
- Ilovaïsk
- Jdanivka
- Kalmiouske
- Khartsyzk
- Khrestivka
- Kostiantynivka
- Kourakhove
- Kramatorsk
- Krasnohorivka
- Lyman
- Makiïvka
- Marïnka
- Marioupol
- Mospyne
- Mykolaïvka
- Myrnohrad
- Novoazovsk
- Novohrodivka
- Oukraïnsk
- Pokrovsk
- Rodynske
- Selydove
- Siversk
- Sloviansk
- Snijne
- Soledar
- Sviatohirsk
- Svitlodarsk
- Tchassiv Yar
- Tchystiakove
- Toretsk
- Volnovakha
- Vouhledar
- Vouhlehirsk
- Yassynouvata
- Zalizne
- Zouhres

### Oblast d'Ivano-Frankivsk
- Bolekhiv
- Bourchtyn
- Dolyna
- Halytch
- Horodenka
- Ivano-Frankivsk, capitale de l'oblast
- Kalouch
- Kolomya
- Kossiv
- Nadvirna
- Rohatine
- Sniatyn
- Tloumatch
- Tysmenytsia
- Yaremtche

### Oblast de Jytomyr
- Androuchivka
- Baranivka
- Berdytchiv
- Jytomyr, capitale de l'oblast
- Korosten
- Korostychiv
- Malyn
- Novohrad-Volynsky
- Olevsk
- Ovroutch
- Radomychl

### Oblast de Kharkiv
- Balakliia
- Barvinkove
- Bohodoukhiv
- Derhatchi
- Izioum
- Kharkiv, capitale de l'oblast
- Koupiansk
- Krasnohrad
- Lioubotyn
- Lozova
- Merefa
- Pervomaïsky
- Pivdenne
- Tchouhouïv
- Valky
- Vovtchansk
- Zmiïv

### Oblast de Kherson
- Beryslav
- Henitchesk
- Hola Prystan
- Kakhovka
- Kherson, capitale de l'oblast
- Nova Kakhovka
- Olechky
- Skadovsk
- Tavriisk

### Oblast de Khmelnytsky
- Chepetivka
- Derajnia
- Dounaïvtsi
- Horodok
- Iziaslav
- Kamianets-Podilsky
- Khmelnytsky, capitale de l'oblast
- Krassyliv
- Netichyn
- Polonne
- Slavouta
- Starokostiantyniv
- Volotchysk

### Oblast de Kiev|Oblast de Kiyv
- Berezan
- Bila Tserkva
- Bohouslav
- Boïarka
- Boryspil
- Boutcha
- Brovary
- Fastiv
- Irpin
- Kaharlyk
- Myronivka
- Oboukhiv
- Oukraïnka
- Ouzyn
- Pereiaslav
- Prypiat
- Rjychtchiv
- Skvyra
- Slavoutytch
- Tarachtcha
- Tchernobyl
- Tetiïv
- Vassylkiv
- Vychhorod
- Vychneve
- Yahotyn

### Oblast de Kirovohrad
- Blahovichtchenske
- Bobrynets
- Dolynska
- Haïvoron
- Holovanivsk
- Kropyvnytsky, capitale de l'oblast
- Mala Vyska
- Novomyrhorod
- Novooukraïnka
- Oleksandria
- Pomitchna
- Svitlovodsk
- Znamianka

### Oblast de Louhansk
- Almazna
- Altchevsk
- Antratsyt
- Bokovo Khroustalne
- Brianka
- Chtchastia
- Dovjansk
- Hirske
- Holoubivka
- Kadiïvka
- Khroustalny
- Kreminna
- Kypoutche
- Louhansk, capitale de l'oblast
- Loutouhyne
- Lyssytchansk
- Mioussynsk
- Molodohvardiinsk
- Novoaïdar
- Novodroujesk
- Oleksandrivsk
- Perevalsk
- Pervomaïsk
- Petrovo Krasnosillia
- Popasna
- Pryvillia
- Roubijne
- Rovenky
- Sievierodonetsk
- Sorokyne
- Soukhodilsk
- Starobilsk
- Svatove
- Teplohirsk
- Voznesenivka
- Zolote
- Zorynsk
- Zymohiria

### Oblast de Lviv
- Belz
- Bibrka
- Boryslav
- Bousk
- Brody
- Dobromyl
- Doubliany
- Drohobytch
- Hlyniany
- Horodok
- Jovkva
- Jydatchiv
- Kamianka-Bouzka
- Khodoriv
- Khyriv
- Komarno
- Lviv, capitale de l'oblast
- Morchyn
- Mostyska
- Mykolaïv
- Novoïavorivsk
- Novyï Kalyniv
- Novyï Rozdil
- Ouhniv
- Peremychliany
- Poustomyty
- Radekhiv
- Rava-Rouska
- Roudky
- Sambir
- Skole
- Sokal
- Sosnivka
- Soudova Vychnia
- Staryï Sambir
- Stebnyk
- Stry
- Tchervonohrad
- Tourka
- Trouskavets
- Velyki Mosty
- Vynnyky
- Yavoriv
- Zolotchiv

### Oblast de Mykolaïv
- Bachtanka
- Mykolaïv, capitale de l'oblast
- Nova Odessa
- Novy Bouh
- Otchakiv
- Pervomaïsk
- Snihourivka
- Voznessensk
- Youjnooukraïnsk

### Oblast d'Odessa
- Ananiv
- Artsyz
- Balta
- Berezivka
- Bilhorod-Dnistrovsky
- Biliaïvka
- Bolhrad
- Izmaïl
- Kilia
- Kodyma
- Odessa, capitale de l'oblast
- Podilsk
- Reni
- Rozdilna
- Tatarbounary
- Teplodar
- Tchornomorsk
- Vylkove
- Youjne

### Oblast de Poltava
- Hadiatch
- Hlobyne
- Horichni Plavni
- Hrebinka
- Karlivka
- Khorol
- Kobeliaky
- Krementchouk
- Lokhvytsia
- Loubny
- Myrhorod
- Poltava, capitale de l'oblast
- Pyriatyn
- Zavodske
- Zinkiv

### Oblast de Rivne
- Berezne
- Doubno
- Doubrovytsia
- Korets
- Kostopil
- Ostroh
- Radyvyliv
- Rivne, capitale de l'oblast
- Sarny
- Varach
- Zdolbouniv

### Oblast de Soumy
- Bilopillia
- Bouryn
- Chostka
- Droujba
- Hloukhiv
- Konotop
- Krolevets
- Lebedyn
- Okhtyrka
- Poutyvl
- Romny
- Seredyna-Bouda
- Soumy, capitale de l'oblast
- Trostianets
- Vorojba

### Oblast de Tcherkassy
- Chpola
- Horodychtche
- Jachkiv
- Kamianka
- Kaniv
- Khrystynivka
- Korsoun-Chevtchenkivsky
- Monastyrychtche
- Ouman
- Smila
- Talne
- Tcherkassy, capitale de l'oblast
- Tchyhyryne
- Vatoutine
- Zolotonocha
- Zvenyhorodka

### Oblast de Tchernihiv
- Bakhmatch
- Batouryn
- Bobrovytsia
- Borzna
- Horodnia
- Itchnia
- Korioukivka
- Mena
- Nijyn
- Nossivka
- Novhorod-Siversky
- Oster
- Prylouky
- Semenivka
- Snovsk
- Tchernihiv, capitale de l'oblast

### Oblast de Tchernivtsi
- Hertsa
- Khotin
- Kitsman
- Novodnistrovsk
- Novosselytsia
- Sokyriany
- Storojynets
- Tchernivtsi, capitale de l'oblast
- Vachkivtsi
- Vyjnytsia
- Zastavna

### Oblast de Ternopil
- Berejany
- Borchtchiv
- Boutchatch
- Choumsk
- Khorostkiv
- Kopytchyntsi
- Kremenets
- Lanivtsi
- Monastyryska
- Pidhaïtsi
- Potchaïv
- Skalat
- Tchortkiv
- Terebovlia
- Ternopil, capitale de l’oblast
- Zalichtchyky
- Zbaraj
- Zboriv

### Oblast de Transcarpatie
- Berehove
- Irchava
- Khoust
- Moukatchevo
- Oujhorod, capitale de l'oblast
- Peretchyn
- Rakhiv
- Svaliava
- Tchop
- Tiatchiv
- Vynohradiv

### Oblast de Vinnytsia
- Bar
- Berchad
- Charhorod
- Haïssyn
- Hnivan
- Illintsi
- Jmerynka
- Kalynivka
- Khmilnyk
- Koziatyn
- Ladyjyn
- Lypovets
- Mohyliv-Podilsky
- Nemyriv
- Pohrebychtche
- Toultchyn
- Vinnytsia, capitale de l'oblast
- Yampil

### Oblast de Volhynie
- Berestetchko
- Horokhiv
- Kamin-Kachyrsky
- Kivertsi
- Kovel
- Liouboml
- Loutsk, capitale de l'oblast
- Novovolynsk
- Oustylouh
- Rojychtche
- Volodymyr-Volynsky

### Oblast de Zaporijia
- Berdiansk
- Dniproroudne
- Enerhodar
- Houliaïpole
- Kamianka-Dniprovska
- Melitopol
- Molotchansk
- Orikhiv
- Polohy
- Prymorsk
- Tokmak
- Vassylivka
- Vilniansk
- Zaporijia, capitale de l'oblast